# Oussoy-en-Gâtinais
Oussoy-en-Gâtinais és un municipi francès, situat al departament del Loiret i a la regió de Centre – Vall del Loira. L'any 2007 tenia 401 habitants.

## Demografia

### Població
El 2007 la població de fet d'Oussoy-en-Gâtinais era de 401 persones. Hi havia 166 famílies, de les quals 43 eren unipersonals (13 homes vivint sols i 30 dones vivint soles), 59 parelles sense fills, 51 parelles amb fills i 13 famílies monoparentals amb fills.
La població ha evolucionat segons el següent gràfic:
Habitants censats

### Habitatges
El 2007 hi havia 228 habitatges, 165 eren l'habitatge principal de la família, 43 eren segones residències i 19 estaven desocupats. Tots els 226 habitatges eren cases. Dels 165 habitatges principals, 145 estaven ocupats pels seus propietaris, 15 estaven llogats i ocupats pels llogaters i 5 estaven cedits a títol gratuït; 1 tenia una cambra, 12 en tenien dues, 32 en tenien tres, 40 en tenien quatre i 81 en tenien cinc o més. 121 habitatges disposaven pel capbaix d'una plaça de pàrquing. A 69 habitatges hi havia un automòbil i a 83 n'hi havia dos o més.

### Piràmide de població
La piràmide de població per edats i sexe el 2009 era:
| Homes | Edats   | Dones |
| ----- | ------- | ----- |
| 0     | 95 o +  | 0     |
| 1     | 90 a 94 | 1     |
| 1     | 85 a 89 | 2     |
| 3     | 80 a 84 | 4     |
| 8     | 75 a 79 | 13    |
| 12    | 70 a 74 | 11    |
| 8     | 65 a 69 | 7     |
| 8     | 60 a 64 | 10    |
| 10    | 55 a 59 | 11    |
| 6     | 50 a 54 | 11    |
| 12    | 45 a 49 | 12    |
| 16    | 40 a 44 | 7     |
| 10    | 35 a 39 | 15    |
| 19    | 30 a 34 | 15    |
| 10    | 25 a 29 | 9     |
| 8     | 20 a 24 | 6     |
| 11    | 15 a 19 | 6     |
| 7     | 10 a 14 | 8     |
| 11    | 5 a 9   | 10    |
| 8     | 0 a 4   | 12    |

## Economia
El 2007 la població en edat de treballar era de 243 persones, 193 eren actives i 50 eren inactives. De les 193 persones actives 173 estaven ocupades (93 homes i 80 dones) i 21 estaven aturades (10 homes i 11 dones). De les 50 persones inactives 19 estaven jubilades, 14 estaven estudiant i 17 estaven classificades com a «altres inactius».

### Ingressos
El 2009 a Oussoy-en-Gâtinais hi havia 171 unitats fiscals que integraven 430,5 persones, la mediana anual d'ingressos fiscals per persona era de 18.096 €.

### Activitats econòmiques
Dels 10 establiments que hi havia el 2007, 1 era d'una empresa de fabricació d'altres productes industrials, 5 d'empreses de construcció, 2 d'empreses de comerç i reparació d'automòbils i 2 d'empreses de serveis.
Dels 4 establiments de servei als particulars que hi havia el 2009, 2 eren guixaires pintors i 2 lampisteries.
L'any 2000 a Oussoy-en-Gâtinais hi havia 12 explotacions agrícoles que ocupaven un total de 834 hectàrees.

## Equipaments sanitaris i escolars
El 2009 hi havia una escola elemental.

## Poblacions més properes
El següent diagrama mostra les poblacions més properes.